# Kohlen-Täubling
Der Kohlen-Täubling (Russula anthracina) ist ein Pilz aus der Familie der Täublingsverwandten. Wie für die Schwärztäublinge üblich hat der Täubling im Alter einen braun-schwarzen Hut. Sein Fleisch schwärzt, wenn man es anschneidet, ohne vorher zu röten und die Lamellen haben meist einen rosa Reflex. Daher trägt er auch den Namen Lachsblättriger Schwärz-Täubling.

## Merkmale

### Makroskopische Merkmale
Der Hut ist 5–10 (–12) cm breit. Jung ist der Hut konvex und weißlich, aber schon bald vertieft sich die Mitte und der Hut verfärbt sich erst cremefarben, dann fleckig rauchgrau und im Alter schließlich schwarzbraun bis schwärzlich. Die Huthaut ist trocken und matt und zu einem Viertel abziehbar. Der ungeriefte Rand bleibt lange eingebogen und ist lange cremeweiß und später braunfleckig marmoriert.
Die gedrängt stehenden und oft gegabelten Lamellen sind breit am Stiel angewachsen oder laufen leicht daran herab. Sie sind weißlich oder cremefarben und weisen meist einen rosa Reflex auf. Bei einer Verletzung verfärben sie sich schwarzbraun. Das Sporenpulver ist weiß.
Der recht kurze, zylindrische und bisweilen zur Basis hin verjüngte Stiel ist 4–6(–7) cm lang und 1,5–2,5 cm breit und fein runzelig. Er ist ähnlich wie der Hut gefärbt, erst weißlich und im Alter schwarzbraun. Er schwärzt bei Berührung.
Das Hutfleisch ziemlich dick, fest bis hart und schwärzt sehr schnell im Anschnitt oder bei einer Verletzung ohne vorher zu röten. Der Geruch ist schwach fruchtig und der Geschmack in den Lamellen schärflich bis scharf. Das Hutfleisch reagiert mit Eisensulfat lachsrosa, mit Guajak graugrün und mit Phenol violettbraun.

### Mikroskopische Merkmale
Die elliptischen Sporen sind 6,5–9 µm lang und 5,5–7 µm breit. Die feinen und recht niedrigen Warzen sind durch dünne Linien netzartig verbunden.
Der Kohlen-Täubling unterscheidet sich von anderen Schwärztäublingen durch sein dunkelbraunes vakuoläres Pigment, das in den stumpfen, 3–6 (–10) µm breiten Hyphenendzellen perlschnurartig angeordnet ist.

## Artabgrenzung
Sehr ähnlich ist der Schwarzanlaufende Täubling (Russula albonigra), dessen Lamellen keinen rosa Reflex haben und dessen Fleisch mentholartig bitter schmeckt.

## Ökologie
Der Kohletäubling ist wie alle Täublinge ein Mykorrhizapilz, der sowohl mit Laub- als auch Nadelbäumen eine Symbiose eingeht. Zumindest in Deutschland werden dabei Fichten als Partner deutlich bevorzugt, gefolgt von Tannen und Rotbuchen.
Man findet den Kohletäubling in Buchen- und Buchen-Nadel-Mischwäldern auf frischen, ständig mit Wasser versorgten, mittel- bis tiefgründigen Böden. Der Pilz bevorzugt mäßig nährstoff-, aber basenreiche und mehr oder weniger kalkhaltige, sandig-lehmige bis lehmige Braunerdeböden über Kalk. Romagnesi gibt bei seiner Artbeschreibung feuchte oder moorige Laubmischwälder, in der Nähe von Sumpflöchern als Standort für den Typus an und nennt Rotbuche, Feldahorn und Fichte als mögliche Mykorrhizapartner. Die Fruchtkörper erscheinen zwischen August und Oktober. Kolline bis montane Lagen werden bevorzugt.

## Verbreitung

Europäische Länder mit Fundnachweisen des Kohlen-Täublings.
Legende:
Länder mit Fundmeldungen
Länder ohne Nachweise
keine Daten
außereuropäische Länder

Der Kohlen-Täubling ist eine meridional bis temperate Art und kommt in Nordamerika (USA), Japan, Nordafrika (Marokko) und Europa vor. In Europa kommt er vorwiegend in Süd-, in West- und Mitteleuropa vor, aber auch Südskandinavien gehört zu seinem Verbreitungsgebiet. Außerdem wurde er in Kamerun nachgewiesen.
In Deutschland ist der Pilz nördlich des 51. Breitengrades sehr selten, in Südwestdeutschland ist er zerstreut verbreitet. In der Roten Liste wird die Art in der Gefährdungskategorie RL3 gelistet.

## Systematik

### Infragenerische Einordnung
Der Kohlen-Täubling ist in der Untergattung Compactae ein typischer Vertreter der Untersektion Nigricantinae, einer Untersektion innerhalb der Sektion Compactae. In der Untersektion werden Täublinge zusammengefasst, deren Fleisch bei Verletzung rötet, graut oder schwärzt.

### Unterarten und Varietäten
Vom Kohletäubling gibt es mehrere Varietäten, die mit folgendem Schlüssel (nach Bon) bestimmt werden können.
| 1a | Die Lamellen schmecken mild und haben einen lachsrosa bis ziegelfarbenen Ton. Die Sporen werden bis zu 11 (12) µm lang. | var. insipida    |
| 1b | Die Lamellen schmecken scharf und sind rosa, cremefarben oder weißlich gefärbt. Die Sporen sind kleiner als 10 µm. | 2                |
| 2a | Die Lamellen sind deutlich rosa (erinnern an Clitopilus prunulus). | var. carneifolia |
| 2b | Die Lamellen sind weißlich oder cremefarben, aber nicht rosa. | 3                |
| 3a | Der Hut ist schwärzlich und bräunlich gefleckt oder marmoriert. Die Fruchtkörper riechen schwach fruchtig. Die Enden der Huthauthyphen sind mehr oder weniger dick oder kurz, die Glieder messen bis zu 30 (50) x 6–8 (10) µm.   | var. anthracina  |
| 3b | Der Hut ist weißlich und unveränderlich, nur das Fleisch neigt zum Schwärzen. Der Geruch ist unbedeutend, die Sporen messen 9–10 × 8–8,5 µm und sind feinnetzig ornamentiert. Die Huthauthyphen sind schlank und 4 (5) µm breit. | var. semicrema   |

#### Russula anthracinavar.anthracinaRomagn.
Der Typus hat immer einen deutlichen und lang anhalten scharfen Geschmack. Der Hut verfärbt sich von weißlich bis dunkelbraun-schwärzlich. Die Lamellen sind weiß oder cremefarben, aber niemals rosa. Die Sporen messen 8–10 × 6,5–8 µm. Die Warzen sind bis 0,37–µm hoch und partiell netzartig verbunden. Er bevorzugt feuchte bis moorige Laub- und Laubmischwälder und kommt gern in Wassernähe vor.

#### Russula anthracinavar.caneifoliaRomagn.
Die Varietät ist kleinsporiger (6,7–8,5 × 5–5,7 µm), schmeckt aber ebenfalls scharf. Sie kommt im Laubwald auf Silikatgestein vor. Seine Lamellen sind deutlich rosa gefärbt.

#### Russula anthracinavarinsipidaRomagn.
Diese Varietät ist in Deutschland wohl häufiger als der Typus. Die Sporengröße entspricht dem Typus, aber die Warzen sind deutlich netziger verbunden und stehen deutlicher ab. Sie sind etwa 0,5 µm hoch. In der Stielrinde finden sich keine Laticiferen. Romagnesi fand diese Variante unter Haselnuss und Eichen auf schwach saurem Boden.

#### Russula anthracinavar.semicremaBon
Der Hut ändert nicht die Farbe, nur das Hutfleisch neigt zum Schwärzen. Huthaut Epicutis nur schwach differenziert mit schmalem 3–5 µm breiten Hyphen. Die Sporen sind feinnetzig ornamentiert. Die Varietät kommt unter Laubbäumen vor.

#### Weitere nahestehende Arten
Sarnari beschrieb 1992 eine der var. insipida nahestehend Form als Russula atramentosa. Er fand sie in der mediterranen Macchie über Kalk. Die Sporen sind etwas kleiner und die Warzen nicht höher als 0,5 µm.
Auch aus Nordamerika sind zwei verwandte Arten mit zweifelhaftem Artrang bekannt, die möglicherweise nur Varietäten des Kohletäublings sind.  Russula sordida   Peck  und  Russula michiganensis  Shaffer. 

## Bedeutung
Der Kohlen-Täubling ist kein Speisepilz, junge und milde Formen wie die Varietät insipida sind wohl bedingt essbar.